# Мартакис, Костас
Костас Мартакис (греч. Κώστας Μαρτάκης; род. 25 мая 1984, Афины) — греческий певец и модель.

## Биография

### Детство
Костас Мартакис родился 25 мая 1984 года в столице Греции — Афинах. Его родителей зовут Никос Политис (греч. Νίκος Πολίτης) и Ница Лимберопулу (греч. Νίτσα Λυμπεροπούλου), которые переехали в Афины с Крита. У Костаса также есть старшая сестра Тина и младший брат Никос. В детстве Костас активно занимался баскетболом, и даже играл за юношескую баскетбольную сборную. Потом вполне успешно дебютировал в модельном бизнесе. Одновременно он получил образование в области компьютерных технологий в Американском Колледже в Афинах.

### «Dream Show» и начало карьеры
Костас хотел не только спортивной карьеры, но и музыкальной. Два месяца в музыкальной студии «Fame studio» он посещал занятия по вокалу. А после прошёл отбор на «Dream Show» (русск. Фабрика Звёзд). В этом проекте Костас стал одним из финалистов, а после подписал контракт со звукозаписывающей компанией «Sony BMG Creece». В ноябре 2006 года выходит первый сингл «Πάντα Μαζί» («Всегда вместе»), который становится успешным в Греции и становится золотым на Кипре. В тот же период Костас впервые выступает в ночном клубе «REX», вместе с известными греческими исполнителями как Йоргос Мазонакис и Деспина Ванди. А летом 2007 он уже выступает вместе с молодыми артистами Келли Келекиду и Дионисом Макрисом в летнем клубе «Romeo» в Афинах.

### «Новая Волна» и дебютный альбом
В июне 2007 выходит первый студийный альбом Костаса Мартакиса под названием «Ανατροπή» (рус. Переворот), в него входят треки, авторами которых стали именитые композиторы и поэты Греции. Альбом был очень успешен. «Ναι» («Да»), «Ανατροπή» («Переворот»), «Ασ'τους να λένε» («Пусть говорят»), «Όνειρα μεγάλα» («Большая мечта»), «Θέλω επειγόντως διακοπές» («Хочу немедленно в отпуск») и «Γι' αυτό χειροκροτήστε την» («Поэтому аплодируйте ей») — песни, выходившие в эфиры радиостанций Греции.
Альбом получает награду «MAD Video Music Awards» как «Лучший Новый Альбом».
Летом этого же года Костас принимает участие в международном российском конкурсе «Новая Волна», который проходил с 25 по 30 июля в Юрмале. Там он разделил 7 и 8 место вместе с участником из Германии, получив 299 балов. Также Костас получил приз зрительских симпатий и контракт с российским филиалом лейбла «Sony BMG» на выпуск англоязычного альбома, но из-за недостатка материала контракт был расторгнут.

### Национальный отбор Евровидение 2008

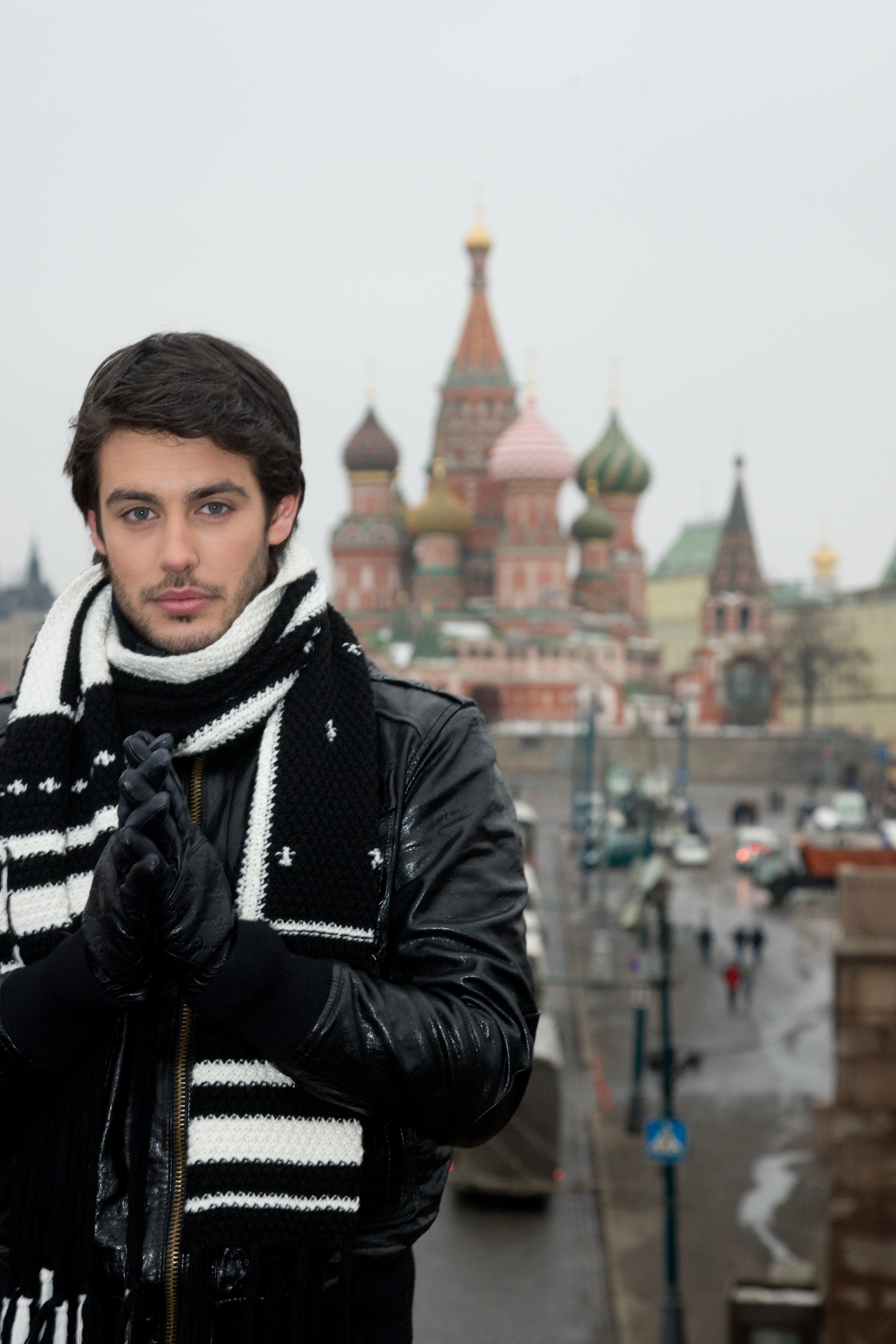
Костас в Москве на съёмках клипа «Όνειρα μεγάλα».

Зимой 2007 года Костас снимает клип в Москве на песню «Όνειρα μεγάλα» (рус. Большая мечта). Впервые в истории греческий певец снимает клип в исторических местах Москвы. В декабре 2007 года Костас был заявлен греческим телеканалом «ЕРТ» как один с 3-х кандидатов для представления Греции в конкурсе песни «Евровидение 2008». Вместе с ним были заявлены певицы Хриспа и Каломира. Песня Костаса называлась «Always and Forever». В финале греческого отбора на Евровидение Костас занимает второе место, уступив Каломире с песне «Secret Combination». Несмотря на то, что певцу не удалось представлять свою страну на конкурсе, песня «Always and Forever» стала успешной в Греции. В марте 2008 года выходит сингл с английской и греческой (Panta Tha Gyrizo Ekei) версиями песни. А летом 2008 Костас записывает и русскоязычную версию песни, которая получила название «С Тобой Навеки». Премьера русскоязычной композиции состоялась в июле в Витебске, где Костас был гостем конкурса «Славянский Базар». Через неделю певец возвращается в Юрмалу, где выступает с русскоязычной версией песни как гость конкурса «Новая волна 2008».
В декабре 2008 года песня «Always and Forever» была включена в плей-лист американской торговой сети «Abercrombie & Fitch», таким образом, попав на американский рынок.
В этомже году Костас вместе с Шайай записывают греческую версию песни «Right Here, Right Now» из саундтрека к «Классный Мюзикл 3», которая получила название «Μικροί θεοί». Также Мартакис записал кавер на песню Давида Бисбаля «Torre De Babel», которая получила название «Fila Me».
Также Костас успешно сотрудничает с исполнителями из Болгарии. В арсенале певца уже есть дуэтные выступления с Граффой с композицией Стинга «Every Breath You Take» и совместное c Деси Славой выступление с песней «Mercy» на церемонии награждения «MAD VMA 2008».

### Звание«Греческого бога»и уход в армию

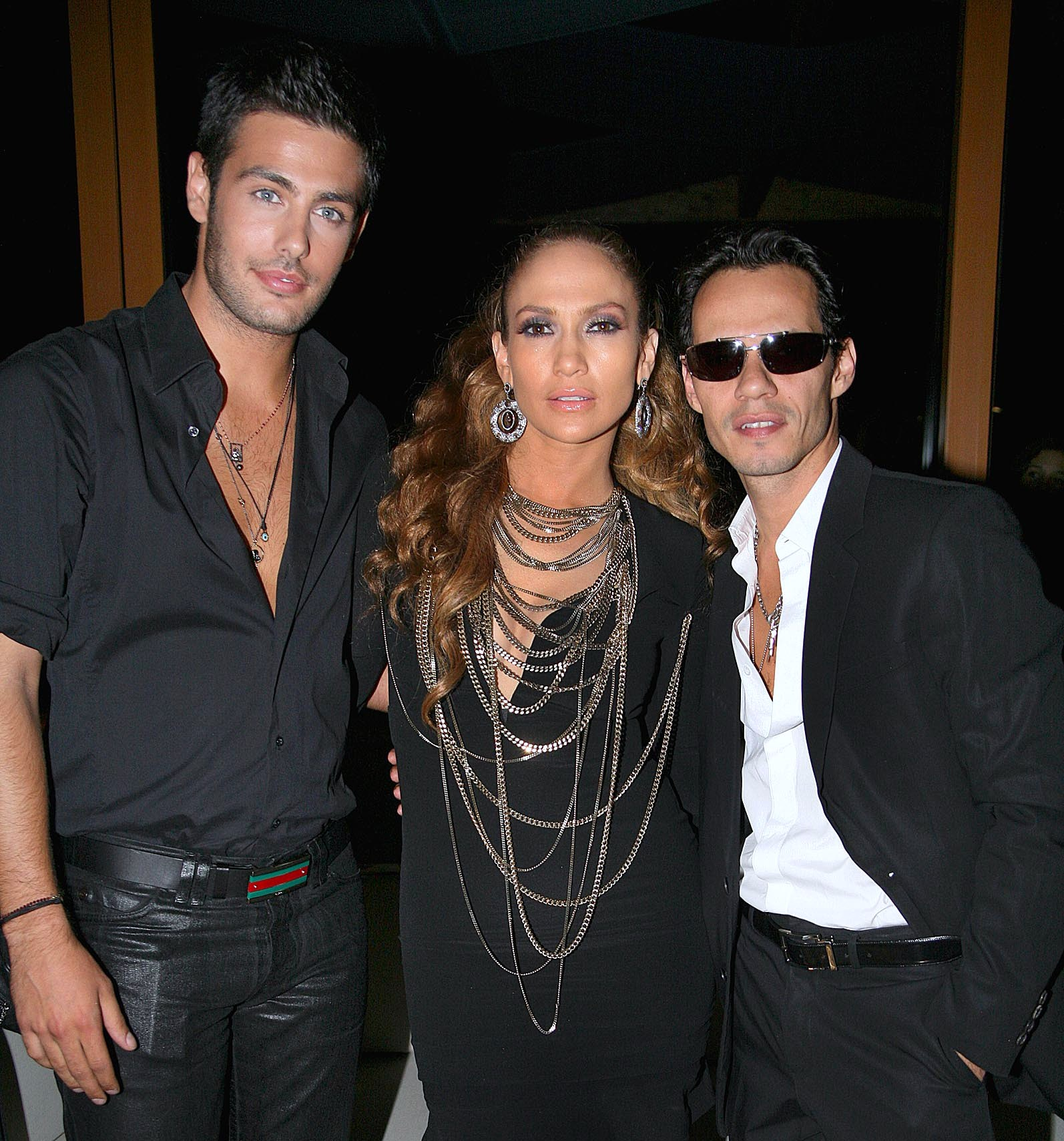
Костас вместе с Дженнифер Лопес и Марком Энтони в Афинах, 2008

В 2008 году Костас выступает на открытии концерта американской певицы Дженнифер Лопес в Афинах. Как известно, для выступления на открытии своего шоу, Дженифер сама выбрала Костаса из нескольких предложенных ей на выбор греческих артистов, а перед этим вместе с продюсерами просмотрела видеоклипы многих греческих певцов.
В ноябре 2008 американский канал «E!Entertainment» включил Костаса Мартакиса в список «25 самых сексуальных мужчин мира», окрестив его «Греческим Богом».
Зимой 2008 Костас берет тайм-аут в своей музыкальной карьере, чтобы исполнить свой гражданский долг перед Родиной — его призывают на службу в Греческий Флот. Срок его службы завершился весной 2009.

### Второй альбом «Πιο κοντά»
В марте 2009 Костас Мартакис по обоюдному согласию завершает своё сотрудничество с греческим подразделением «Sony BMG». Однако Костас с благодарностью вспоминает свою первую звукозаписывающую компанию, которая выпустила его дебютный альбом и помогла записать ещё 10 успешных песен.
В это же время Костас подписывает договор на сотрудничество с греческим подразделением Universal Music и уже в июне 2009 записывает новый сингл «Πιο κοντά» (рус. Подойди поближе), созданный шведскими продюсерами Holter & Erixson. Видеоклип на эту песню снял режиссёр Димитрис Силвестрос . Это видео дебютирует на официальном «YouTube» канале компании Universal Music Greece 5 августа 2009 года.
12 ноября 2009 года был выпущен второй альбом под названием «Πιο κοντά».

## Дискография

### Студийные альбомы
| Год  | Название        | Статус     |      |          |         |
| ---- | --------------- | ---------- | ---- | -------- | ------- |
| Год  | Название        | Статус     | 2007 | Anatropi | Золотой |
| 2009 | Pio Konta       | Платиновый |      |          |         |
| 2011 | Entasi          | Золотой    |      |          |         |
| 2013 | An Kapou Kapote | Платиновый |      |          |         |
| 2016 | Sinora          | Золотой    |      |          |         |

### Синглы
- 2006 «Panta Mazi»
- 2008 «Always and Forever»